# RTAudio
RTAudio это адаптивный широкополосный речевой аудиокодек Microsoft. Используется в Microsoft Office Communications Server (OCS) и клиентах OCS (Microsoft Office Communicator и Microsoft Live Meeting Console).
RTAudio спроектирован для приложений двухстороннего Voice over IP (VoIP) в реальном времени. Некоторые из целевых приложений включают игры, приложения аудиоконференций, и беспроводные приложения по IP. RTAudio предпочтительный аудиокодек реального времени Microsoft, и кодек по умолчанию на платформах Microsoft Unified Communications. 
Кодировщик RTAudio может кодировать одноканальные (моно) сигналы при 16 бит на семпл. Кодирвщик может быть настроен на работу в режиме  Narrow Band (частота дискретизации 8 kHz) или Wide Band (частота дискретизации 16 kHz). Декодер RTAudio имеет встроенный модуль контроля джиттера, как и модуль сокрытия ошибок.

## Лицензирование
RTAudio является проприетарным кодеком. Как и RTVideo он может быть лицензирован у Microsoft.

## Внешние ссылки
- Overview of the Microsoft RTAudio Speech codec Архивная копия от 21 июля 2010 на Wayback Machine